# 密花豆属
密花豆属（学名：Spatholobus）是蝶形花科下的一个属，为木质藤本植物。该属共有约20种，分布于热带亚洲。